# Tominibukten

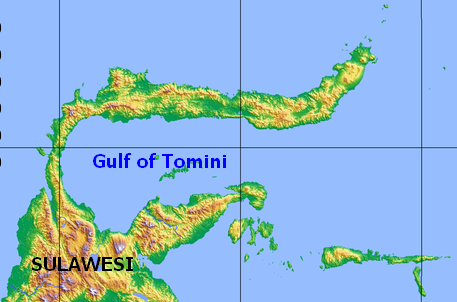
Tominibuktens läge.

Tominibukten eller Tominigulfen (indonesiska: Teluk Tomini) är en större vik i västra delen av Molucksjön som skiljer Sulawesis norra halvö från öns nordöstra halvö. Vikens östra del är bara 95 km bred men längre västerut blir den upp till 200 km bred..
Tominibukten är uppdelat i två bassänger, Tomini Basin i väst och Gorontalo Basin i öst, som skiljs från varandra av Togianöarna och ön Una Una. Den västra bassängen är upp till 1 500 meter djup och Gorontalo Basin är upp till 4 000 meter djup. I Tominibukten förekommer flera olika korallrev med stor artrikedom.